# Вечный мир (философия)
Вечный мир — влиятельная утопическая идея Эпохи Просвещения.
Автором идеи считается герцог Сюлли, предложивший якобы Генриху IV план создания «христианской республики» — конфедерации христианских народов Европы. Этот план изложен в последнем томе мемуаров Сюлли (1634).
Идеи Сюлли развил аббат Сен-Пьер в «Проекте установления вечного мира в Европе» (Projet pour rendre la paix perpétuelle en Europe), представленном Утрехтскому конгрессу (1713). Он думал соединить все европейские государства, не исключая и России, в одну лигу или союз, подобный старой германской империи. Общий сейм должен был служить законодательным и судебным органом союза, с принудительной властью в отношении всех членов; взаимные права устанавливались общей конституцией. Сен-Пьер, таким образом, международный союз превращал в государственный и лишал каждый народ в отдельности права быть распорядителем судеб своих внутри и вне государства.
Сен-Пьер активно пропагандировал свой проект и рассылал его монархам и министрам, однако большой объём и запутанная композиция делали это сочинение трудным для чтения. В 1750-х годах наследники аббата обратились к Жан-Жаку Руссо с просьбой подготовить краткое изложение проекта. Руссо выполнил просьбу, написав «Сокращение проекта Вечного мира», опубликованное в 1761 и вызвавшее всеобщий интерес. В 1771 вышел русский перевод, сделанный И. Ф. Богдановичем. Кроме того, Руссо написал «Суждение о проекте Вечного мира», в котором скептически отозвался о его практической осуществимости. Однако оно было опубликовано только в 1781 году.
Проект Сен-Пьера по идее своей нашёл сочувствие у многих выдающихся мыслителей XVIII в. — Лейбница, Вольнея, Кондорсе, Тюрго и Адама Смита, Лессинга, Гердера и др. Все они предполагали возможность установления вечного мира, но ожидали его не столько от создания особой политической комбинации, сколько от всё более усиливающихся духовного единения всего цивилизованного мира и солидарности экономических интересов.
На рубеже XVIII в. появляются оригинальные и глубокие проекты вечного мира Бентама и Канта. Бентам видел средство спасения от беспрерывных войн в постоянном конгрессе депутатов европейских держав; конгресс должен был иметь своё войско. Для предупреждения войн Бентам предлагал сокращение числа войск и освобождение колоний от метрополии. За федерацию стоял и Кант. Главное положение его: вечный мир не есть пустая мечта, он — та цель, к которой человечество приближается, правда, постепенно, но по мере своего усовершенствования, со всё усиливающейся быстротой. Разум нам не говорит, что вечный мир будет осуществлён: это его не касается, но он говорит, что мы обязаны действовать так, как будто этот мир будет некогда достигнут.